# PAC Omonia 29M
El PAC Omonia 29M (en griego: ΑΛΣ Ομόνοια 29Μ; Αθλητικό Λαϊκό Σωματείο Ομόνοια 29ης Μαΐου; en inglés: People's Athletic Club Omonia 29 May), conocido comúnmente como PAC Omonia, ALS Omonia o Omonia 29M, es un equipo de fútbol de Chipre que juega en la Segunda División de Chipre, la segunda categoría nacional.

## Historia
El origen del club inició el 29 de mayo de 2018 en la capital Nicosia cuando el AC Omonia estaba pasando por dificultades financieras y pasara a manos del empresario chipriota-americano Stavros Papastavrou, por lo que el club pasó de ser propiedad de los aficionados a una propiedad privada. El grupo de aficionados llamado Gate 9 no les gustó la decisión y ese mismo día decidieron abandonar al club. El club fue fundado oficialmente el 23 de julio de 2018 con el nombre PAC Omonia 1948. En el 2020 pasaría a llamarse PAC Omonia 29M por razones legales.
El PAC Omonia 29M lideraba la 2019–20 STOK Elite Division cuando fue abandonada por la pandemia de COVID-19, por lo que no hubo campeón aunque lograría el ascenso a la tercera división. Su rápido crecimiento continuaría en la siguiente temporada cuando el club sería campeón de la tercera división en la temporada 2020–21 y lograría el ascenso a la segunda división. El ascenso también le dio la oportunidad de jugar por primera vez en la Copa de Chipre en la siguiente temporada, donde sería eliminado en la primera ronda por el Pafos FC. Los aficionados no entrarían al estadio como protesta por la "fan card", la cual era un requerimiento para entrar al estadio desde la primera división.
Luego de tres años en la segunda división, el PAC Omonia 29M terminaría en la segunda posición, lo que le aseguraba su ascenso a la primera división. Liderados por el exfutbolista del Omonia FC y entrenador Nedim Tutić. También tenía en su planilla a campeón de la FA Cup y quien fuera capitán del Omonia Jordi Gómez, que entró al equipo a mitad de la temporada 2022/23.

## Logros
- Tercera División de Chipre: 1

2020/21